# 貝洛雅
貝洛雅（希臘語：Βέροια），是伊庇魯斯摩羅西亞埃阿喀得斯王族，後來成為伊利里亞最大的部族革蘭提亞國王格勞基亞斯的妻子
有關她的生平不清楚，但當伊庇魯斯發生政變，尚還是嬰兒的皮洛士被人帶著逃離追殺，他們逃到革蘭提亞國王格勞基亞斯處尋求庇護。格勞基亞斯讓自己的妻子貝洛雅照料皮洛士，也因為貝洛雅也是出身於埃阿喀得斯王族，是摩羅西亞的公主。皮洛士就這樣由她扶養長大

## 來源
1. ↑  Plutarch's Lives, Volume 2 (of 4) by Plutarch, edited by George Long, Aubrey Stewart, 2007, p.120。
2. ↑  Wilkes, J. J. The Illyrians, 1992, ISBN 0-631-19807-5, page 124。